# Pseudomastax triguttata
Pseudomastax triguttata är en insektsart som beskrevs av Marius Descamps 1982. Pseudomastax triguttata ingår i släktet Pseudomastax och familjen Eumastacidae. Inga underarter finns listade i Catalogue of Life.